# محمد أمين (صحفي كيني)
محمد أمين (بالإنجليزية: Mohamed Amin)‏ هو صحفي ومصور كيني، ولد في 29 أغسطس 1943 في نيروبي في كينيا، وتوفي في 23 نوفمبر 1996 في بحر بسبب حوادث الطيران.

## وصلات خارجية
- محمد أمين على موقع اتحاد ألعاب الكومنولث (مؤرشف) (الإنجليزية)

- محمد أمين على موقع IMDb (الإنجليزية)